# لامبروس فانجيليس
لامبروس فانجيليس هو لاعب كرة قدم يوناني في مركز الوسط، ولد في 10 فبراير 1982 في نيوكوريون في اليونان. شارك مع منتخب اليونان تحت 21 سنة لكرة القدم. أما مع النوادي، فقد لعب مع باس جيانينا ونادي باوك ونادي سيينا وهيلاس فيرونا.

## وصلات خارجية
- لامبروس فانجيليس على موقع قاعدة بيانات كرة القدم.إي يو (الإنجليزية)
- لامبروس فانجيليس على موقع Soccerway.com (الإنجليزية)